# Hexthorpe
Hexthorpe – wieś w Anglii, w hrabstwie ceremonialnym South Yorkshire, w dystrykcie metropolitalnym Doncaster. Leży 26 km na północny wschód od miasta Sheffield i 234 km na północ od Londynu. Miejscowość liczy 3310 mieszkańców.